# Società Ginnastica Pro Lissone 1928-1929
Questa voce raccoglie le informazioni riguardanti la Società Ginnastica Pro Lissone nelle competizioni ufficiali della stagione 1928-1929.
La Pro Lissone scese in campo per tutta la stagione con una maglia a strisce verticali bianco-azzurre.

## Rosa
| N. |                   | Ruolo | Calciatore        |
| -- | ----------------- | ----- | ----------------- |
|    | Italia (bandiera) | C     | Pietro Casanova   |
|    | Italia (bandiera) | C     | Giuseppe Colombo  |
|    | Italia (bandiera) | A     | Armando Corsiglia |
|    | Italia (bandiera) | C     | Bassano Daccò     |
|    | Italia (bandiera) | A     | Franco Dell'Acqua |
|    | Italia (bandiera) | A     | Alfredo Gazzola   |
|    | Italia (bandiera) | A     | Ferdinando Gelosa |

| N. |                   | Ruolo | Calciatore      |
| -- | ----------------- | ----- | --------------- |
|    | Italia (bandiera) | D     | Achille Marelli |
|    | Italia (bandiera) | P     | Antonio Micucci |
|    | Italia (bandiera) | A     | Ugo Mazzola     |
|    | Italia (bandiera) | D     | Danilo Mariani  |
|    | Italia (bandiera) | D     | Felice Mariani  |
|    | Italia (bandiera) | A     | Mario Protti    |
|    | Italia (bandiera) | D     | Paolo Villa     |

## Statistiche

### Statistiche di squadra
| Competizione      | Punti | In casa | In casa | In casa | In casa | In casa | In casa | In trasferta | In trasferta | In trasferta | In trasferta | In trasferta | In trasferta | Totale | Totale | Totale | Totale | Totale | Totale | DR  |
| Competizione      | Punti | G       | V       | N       | P       | Gf      | Gs      | G            | V            | N            | P            | Gf           | Gs           | G      | V      | N      | P      | Gf     | Gs     | DR  |
| ----------------- | ----- | ------- | ------- | ------- | ------- | ------- | ------- | ------------ | ------------ | ------------ | ------------ | ------------ | ------------ | ------ | ------ | ------ | ------ | ------ | ------ | --- |
| Seconda Divisione | 38    | 12      | 10      | 1       | 1       | 32      | 6       | 12           | 8            | 1            | 3            | 24           | 15           | 24     | 18     | 2      | 4      | 56     | 21     | +35 |

## Arrivi e partenze
| Acquisti | Acquisti        | Acquisti | Acquisti   |
| -------- | --------------- | -------- | ---------- |
| P        | Antonio Micucci | libero   | definitivo |

| Cessioni | Cessioni          | Cessioni   | Cessioni   |
| -------- | ----------------- | ---------- | ---------- |
| P        | Mario Bossi       | Bari       | definitivo |
| A        | Adriano Belicchi  | ???        | definitivo |
| A        | Alessandro Cassar | Pro Patria | definitivo |
| ?        | Emiliano Scarani  | ???        | definitivo |